# Tomoyoshi Ono
Tomoyoshi Ono (jap. 小野 智吉, Ono Tomoyoshi; * 12. August 1979 in der Präfektur Kanagawa) ist ein ehemaliger japanischer Fußballspieler.

## Karriere
Ono erlernte das Fußballspielen in der Schulmannschaft der Toin Gakuen High School. Seinen ersten Vertrag unterschrieb er 1998 bei den Bellmare Hiratsuka (heute: Shonan Bellmare). Der Verein spielte in der höchsten Liga des Landes, der J1 League. Für den Verein absolvierte er 17 Erstligaspiele. Am Ende der Saison 2000 stieg der Verein in die J2 League ab. 2002 wechselte er zum Ligakonkurrenten Yokohama FC. 2006 wurde er mit dem Verein Meister der J2 League und stieg in die J1 League auf. Am Ende der Saison 2007 stieg der Verein wieder in die J2 League ab. Für den Verein absolvierte er 218 Spiele. Ende 2010 beendete er seine Karriere als Fußballspieler.